# Ringkjøbing Landbobank
Ringkjøbing Landbobank (NASDAQ OMX: RILBA) er en dansk bank, der har 21 afdelinger i Midt- og Vestjylland, i Nordjylland samt i Storkøbenhavn. I 2024 havde banken et resultat før skat på 3.069 mio. kr. og beskæftigede 694 medarbejdere. Banken er i daglig tale kendt som "Landbobanken".
Banken blev grundlagt i 1886 og havde indtil midten af 1990'erne udelukkende filialer i og omkring Ringkøbing, men ekspanderede til Herning (1995), Holstebro (1997) og i Viborg (2001). Siden har banken etableret yderligere afdelinger i Aarhus, Holte og Vejle. I 2002 fusionerede Ringkjøbing Landbobank med Tarm Bank, i 2004 blev Sdr. Lem Andelskasse en del af banken, 2015 overtog banken aktiviteterne i Ulfborg Sparekasse og den 8. juni 2018 fusioneredes Nordjyske Bank ind i Ringkjøbing Landbobank.
Ringkjøbing Landbobank ejes af 48.505 aktionærer. Administrerende direktør er John Bull Fisker. På grund af stemmeretsbegrænsninger har ingen aktionærer mere end 3.000 stemmer til bankens generalforsamlinger.

## Historie
- 1886: Bankens etableres den 14. april 1886. De første love for banken vedtages på et møde på Tim Gæstgivergaard. Banken begynder virksomhed den 1. juli 1886 i lejede lokaler i Østergade 19 i Ringkøbing. Allerede i bankens første år kommer Ulfborg-afdelingen til med én ugentlig bankdag. Afdelingen lukker i 1895.
- 1910: Ulfborg-afdelingen åbner på ny – nu med daglig åbningstid. Afdelingen er bankens ældste uden for Ringkøbing.
- 1918: Afdelinger i Tim, Spjald, Grønbjerg, Ørnhøj og Lem støder til.
- 1921: Banken køber hjørneejendommen på Torvet i Ringkøbing. Det er der, banken har sit hovedkontor i dag.
- 1925: Banken indvier i foråret den ny bankbygning.
- 1934: Nye afdelinger åbnes i Lervang, Kloster og Hvide Sande.
- 1966: Banken går ind i edb-alderen som medlem af Vestjydsk EDB-Center, der er Varde Banks edb-afdeling.
- 1981: Banken køber "Priorgården" og renoverer bygningen. Der lanceres et online baseret ekspeditionssystem.
- 1984: En skurvogn i Vildbjerg danner ramme om den hidtil fjerneste knopskydning fra Torvet i Ringkøbing.
- 1984: En fusion mellem naboerne og konkurrenterne Ringkjøbing Landbobank og Ringkjøbing Bank luftes. Men fusionen bliver ikke til noget.
- 1986: Arnth-Jensen familien har i slutningen af 1980'erne opkøbt aktier i Ringkjøbing Landbobank.
- 1987: Bent Naur bliver ansat som bankdirektør i Ringkjøbing Landbobank.
- 1987: Ungdomsbanken Boblen etableres i Østerport afdelingen. Blandt serviceydelserne til de unge kunder er eksempelvis oplægning af bukser.
- 1988: Banken stifter lederprisen "En gjæw vestjyde". Prisen uddeles hvert år og gives til en personer, der har udført et ulønnet arbejde til gavn for andre, sin forening eller ved sin indsats har gjort sin egn eller by kendt.
- 1989: Varde Bank meddeler, at banken i henhold til aktieselskabslovens §28a besidder over 10% af Landbobankens aktiekapital.
- 1991: Ringkjøbing Landbobank bliver medlem af Bankdata, der leverer it-løsninger til Landbobanken.
- 1991: Den første computer bæres med ærefrygt ind i banken.
- 1991: ATP meddeler, i henhold til aktieselskabslovens §28a, at de besidder mere end 5% af Landbobankens aktiekapital.
- 1991: Varde Bank meddeler Københavns Fondsbørs, at de har opsamlet 36% af aktiekapitalen i Ringkjøbing Landbobank med henblik på, at skabe et stort vestjysk pengeinstitut, hvilket Landbobanken ikke havde ønske om.
- 1994: John Fisker bliver ansat som underdirektør i banken.
- 1995: Herning bliver hjemsted for den første, større filial udenfor Ringkøbing.
- 1995: Banken starter sin Fjernservice afdeling, hvor kunder uden for bankens lokalområde tilknyttes.
- 1996: ProCimbria står bag købet af 25% af Ringkjøbing Landbobanks aktiekapital og selskabet meddelte, at købet blev betragtet som en ren porteføljeinvestering.
- 1996: Ringkjøbing Landbobank aktien var en enkelt dag den mest handlede aktie på Københavns Fondsbørs. ProCimbria købte 25% af aktierne i Ringkjøbing Landbobank.
- 1997: Der etableres en ny afdeling i Holstebro.
- 1997: Bankens første hjemmeside kommer til, og banken får sin første emailadresse.
- 1999: John Bull Fisker udnævnes til bankdirektør og indtræder i direktionen.
- 2000: Hovedkontoret ombygges. Nygade 3 og Nygade 5 i Ringkøbing rives ned for at give plads til en ny tilbygning i stil med bankens øvrige arkitektur.
- 2001: Landbobanken åbner afdelingen i Viborg.
- 2001: Banken laver Drive In Bank på Østerport i Ringkøbing.
- 2002: Ringkjøbing Landbobank fusionerer med Tarm Bank, der havde afdelinger i Hemmet, Lyne og Aadum.
- 2002: ATP er eneste storaktionær i Ringkjøbing Landbobank iflg. Aktieselskabslovens §28a. Ultimo 2011 ejer ATP mere end 5% af Ringkjøbing Landbobanks aktiekapital.
- 2004: Ringkjøbing Landbobank fusionerer med Sdr. Lem Andelskasse.
- 2004: Banken en etablerer et Private Banking koncept for formuende kunder.
- 2006: Banken køber Nygade 7 i Ringkøbing. Ejendomme rives ned og genopbygges i den forbindelse.
- 2007: Det internationale kreditvurderingsbureau Moody's rater Ringkjøbing Landbobank.
- 2011: Banken laver Drive In Bank i Hvide Sande.
- 2011: Mobilbank introduceres til iPhone og Android-telefoner.
- 2011: Banken åbner november 2011 investeringsafdeling i Holte.
- 2012: Afdelingerne i Tim og Thorsminde lukkes.
- 2012: Jørn Nielsen udnævnes til vicedirektør.
- 2012: Adm. direktør Bent Naur bekendtgør efter 25 år i Landbobanken, at han lader sig pensionere i ultimo april 2012.
- 2012: John Bull Fisker udnævnes til adm. direktør og afløser dermed Bent Naur.
- 2013: Ringkjøbing Landbobank bekendtgør, at de åbner en Private Banking afdeling i Aarhus.
- 2014: Bankens afdeling i Spjald lukker og flytter forretningerne til hovedkontoret i Ringkøbing.
- 2014: Ringkjøbing Landbobank har for 6. år i træk den højeste forrentning af egenkapitalen indenfor den finansielle sektor i Danmark.
- 2015: Bankens investeringsafdeling i Holte omdannes til Private Banking afdeling.
- 2015: Jacob Møller vælges den 22. april 2015 som ny formand for bankens repræsentantskab og erstatter Jens Møller Nielsen.
- 2015: Bankens afdeling i Lem lukker den 24. april 2015 og flytter forretningerne til hovedkontoret i Ringkøbing.
- 2015: Ringkjøbing Landbobank overtager aktiviteterne i landets næstmindste pengeinstitut Ulfborg Sparekasse.
- 2015: Jørn Nielsen udnævnes til bankdirektør og medlem af direktionen pr. 1. september 2015.
- 2015: Bankens afdeling i Ulfborg lukker den 4. september 2015 og flytter forretningerne til hhv. Ringkøbing og Holstebro.
- 2016: Banken åbner den 18. januar 2016 Private Banking afdeling i Vejle.
- 2016: Ringkøbings tidligere Amtsrådhus, der ligger nabo til bankens hovedkontor, renoveres og tages i brug som en del af hovedkontoret.
- 2018: Martin Krogh Pedersen udnævnes til ny formand for bestyrelsen og afløser dermed Jens Lykke Kjeldsen.
- 2018: Fusionen mellem Ringkjøbing Landbobank og Nordjyske Bank godkendes den 8. juni 2018.
- 2018: I forbindelse med fusionen mellem Ringkjøbing Landbobank og Nordjyske Bank indtræder Claus Andersen og Carl Pedersen i Ringkjøbing Landbobanks direktion.
- 2019: Afdelingerne i Vodskov, Løkken, Strandby og Bangsbostrand lukker.
- 2019: Banken åbner Private Banking afdeling i Aalborg.
- 2020: Afdelingerne i Sindal, Hirtshals og Nibe lukker.
- 2020: Konkurrence- og Forbrugerstyrelsen giver Ringkjøbing Landbobank et påbud, som skal sikre, at banken lever op til sin pligt om at give betalingsinstitutter adgang til bankens betalingskontotjenester.[4]
- 2020: Banken udgiver sin første ESG-rapport om bæredygtighed og samfundsansvar.
- 2021: Banken angiver i sin ESG-rapport, at de er CO2-neutrale fra 2020, bl.a. gennem ejerskab af fredsskoven Sæbygård Skov.[5]
- 2021: Bankens Kastetvej-afdeling i Aalborg lukker.
- 2021: Banken begynder udvidelse af hovedkontoret i Ringkøbing på godt 1.300 m2. Det er står færdigt ultimo 2022.[6]
- 2022: Banken indgår et strategisk partnerskab med SEB på Private Banking området. Aftalen indebærer bl.a., at Ringkjøbing Landbobank etablerer en ny Private Banking-afdeling i København i SEB-huset og samtidig overtager 15 medarbejdere fra SEB’s danske filial.[7]
- 2023: Bankens afdeling i Vestbjerg lukker. Sidste åbningsdag var 17. maj 2023.
- 2024: Bankens afdeling i Hjallerup lukker. Sidste åbningsdag var 12. januar 2024.

## Ledelse

### Direktionen
- 1886 – 1914: J. Sivert Nielsen
- 1914 – 1950: M. Mikkelsen
- 1946 – 1977: C. R. Nissen
- 1969 – 1982: Berthel J. Møller
- 1982 – 1986: Poul Jørgen Madsen
- 1987 – 2012: Bent Naur
- 1999 – : John Bull Fisker
- 2015 – : Jørn Nielsen
- 2018 – : Claus Andersen
- 2018 – : Carl Pedersen

### Bestyrelsesformænd
Indtil 1931 kaldte man bestyrelsen for "bankrådet".
- 1886 – 1904: Mads Peder Christiansen (formand for bankrådet)
- 1904 – 1922: Jens Jeppesen (formand for bankrådet)
- 1922 – 1931: Chr. Larsen Vestergaard (formand for bankrådet)
- 1931 – 1934: Niels Bjerg Nielsen
- 1935 – 1953: Mads Næsgaard
- 1953 – 1966: Chr. Enggrob Christensen
- 1966 – 1982: Ole Kristensen
- 1982 – 1983: Lars Agerskov
- 1983 – 1990: Henry Kjeldsen
- 1990 – 2002: Kr. Ole Kristensen
- 2002 – 2018: Jens Lykke Kjeldsen
- 2018 – : Martin Krogh Pedersen

## Ringkjøbing Landbobanks pris "En Gjæw Vestjyde"
Banken har i perioden 2001 til 2020 uddelt prisen "En Gjæw Vestjyde". Det var en hæder, der hvert år blev givet til 6 gjæwe vestjyder for en uegennyttig indsats til gavn for de mange og til glæde for den egn, hvis fremgang der kæmpes for. Uddelingen skete på Landbobankens årlige generalforsamling i et samarbejde med Dagbladet Ringkøbing-Skjern og Foreningssamvirke i Ringkøbing-Skjern Kommune. Prisen, der var et rejsegavekort, blev først og fremmest givet, fordi de gjæwe vestjyder fortjente at blive hædret og fremhævet som rollemodeller i de lokale foreninger og klubber.

## Ringkjøbing Landbobanks fusioner
- 2002: Ringkjøbing Landbobank fusionerer med Tarm Bank, der havde afdelinger i Hemmet, Lyne og Aadum.
- 2004: Ringkjøbing Landbobank fusionerer med Sdr. Lem Andelskasse.
- 2015: Ringkjøbing Landbobank overtager aktiviteterne i Ulfborg Sparekasse.
- 2018: Ringkjøbing Landbobank fusionerer med Nordjyske Bank.